# Most Baileya

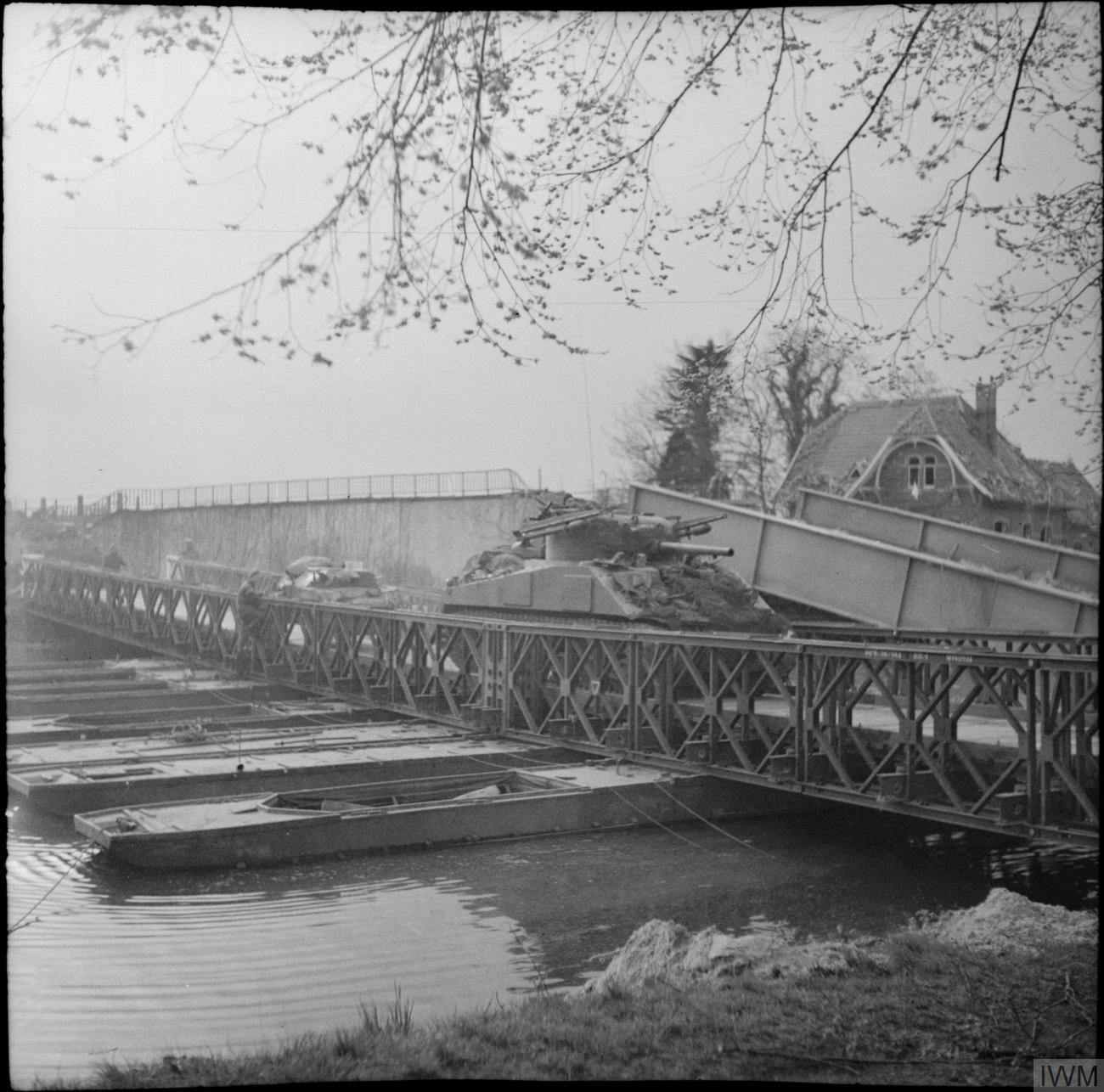
Most Baileya w czasie II wojny światowej

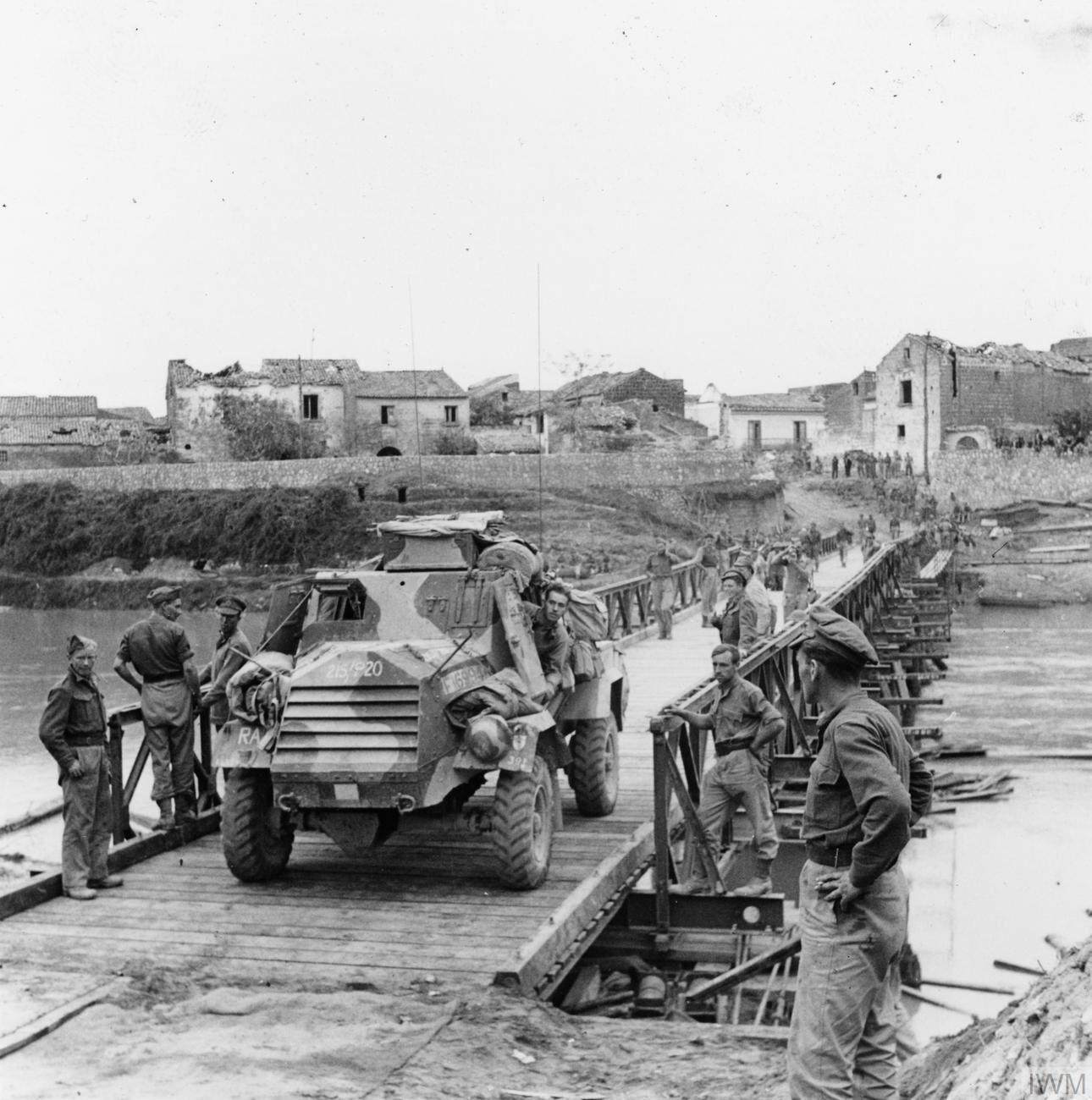
Most Baileya, Włochy, 1943

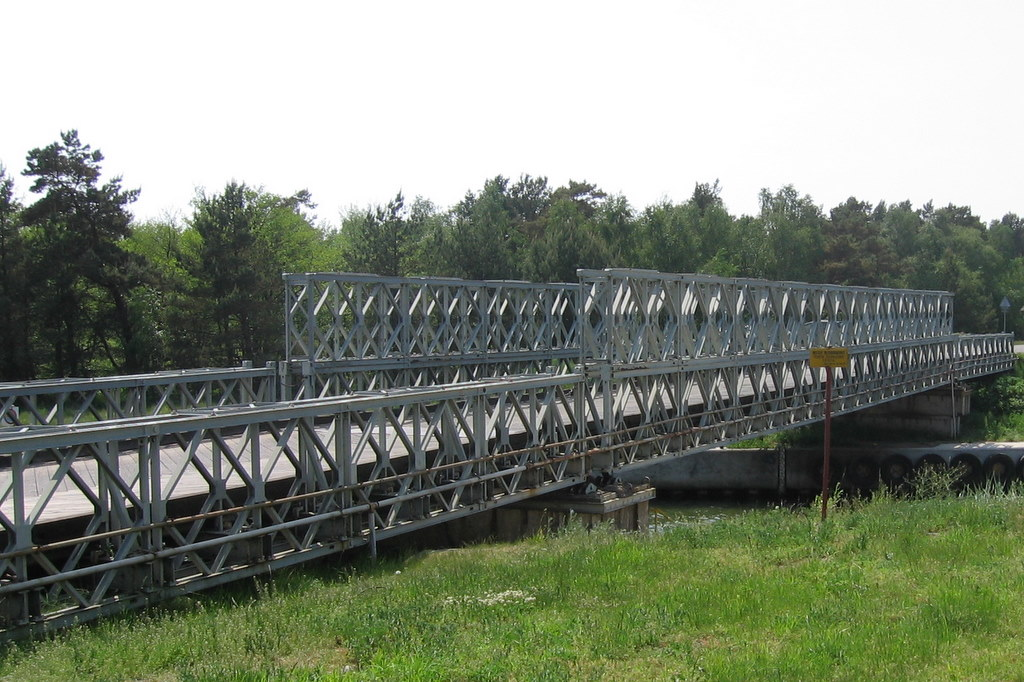
Most w Dźwirzynie

Most Baileya – rodzaj przenośnego stalowego mostu kratownicowego zaprojektowanego w czasie II wojny światowej do użycia przez wojskowe jednostki inżynieryjne.

## Historia
Most został zaprojektowany przez Donalda Baileya, cywilnego inżyniera pracującego w czasie II wojny światowej w War Office. Swój model zaprezentował przełożonym, którzy dostrzegli w nim duży potencjał. Udoskonalaniem i produkowaniem konstrukcji zajął się Królewski Korpus Inżynierów i po raz pierwszy most został zastosowany we Włoszech w 1943 roku. Z uwagi na swoje zalety mosty Baileya budowano także w USA. Pierwszy projekt naruszał jednak patent mostu Callender-Hamilton. Most Baileya miał jednak więcej zalet w porównaniu z projektem Hamiltona.
Za swój wynalazek Donald Bailey otrzymał tytuł szlachecki, a mosty Baileya (po współczesnych modernizacjach) są powszechnie używane do dziś.

## Konstrukcja

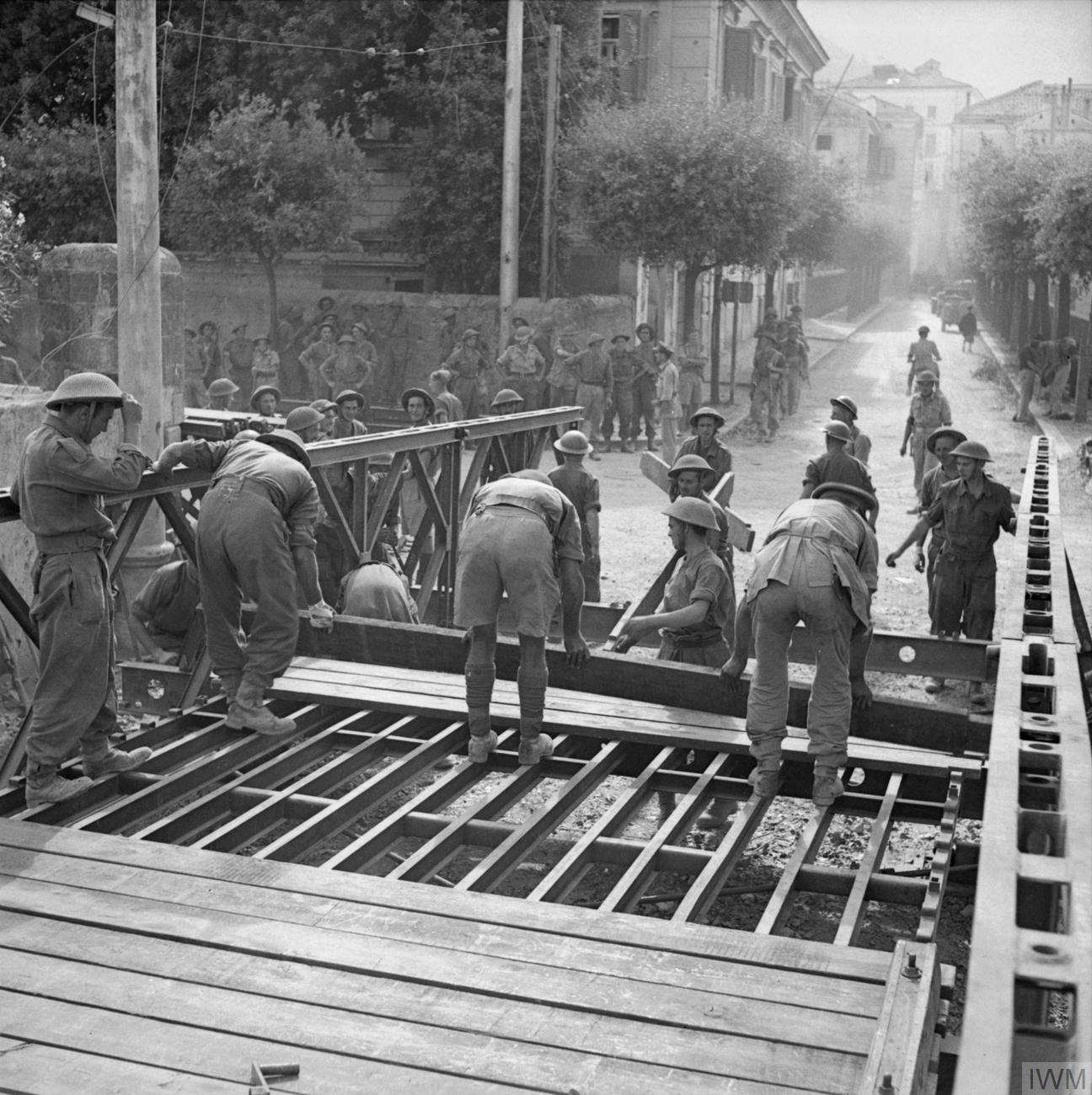
Brytyjska armia budująca most Baileya we Włoszech 1943

„Mosty Baileya miały ogromny wkład w zakończenie II wojny światowej. Jeśli chodzi o moje operacje z (Ósmą Armię) 8th Army we Włoszech i (21 Grupę Armii) 21th Army Group w północno-zachodniej Europie, nigdy nie mógłbym utrzymać szybkości i tempa walk bez dużych dostaw mostów Baileya”. Marszałek Bernard Montgomery (1947) 
Most budowany był w segmentach, które następnie składano w potrzebnym miejscu. Elementy wykonane były ze stali, a ich konstrukcja była na tyle prosta, że części wykonane w wielu różnych zakładach mogły być używane zamiennie. Poszczególne segmenty były stosunkowo lekkie i małe, umożliwiając w ten sposób dużo szybsze przewożenie elementów (np. zwykłymi ciężarówkami).
Poszczególne segmenty skonstruowane były tak, aby do ich złożenia nie był potrzebny ciężki sprzęt. Wyszkolony zespół 115 żołnierzy mógł zbudować 5-przęsłowy most w 32 minuty. Ponadto modularna konstrukcja pozwalała inżynierom budować mosty o różnych rozpiętościach i nośności, podwajając lub potrajając ściany i piętra dźwigarów głównych, w zależności od zaistniałych potrzeb.
Przydatną cechą mostu Baileya jest jego zdolność do nasuwania tylko z jednej strony, tzn. podczas pokonywania przeszkody wystarczający jest dostęp tylko do jednego jej brzegu. Ta cecha często pozwoliła szybko pokonać bariery wodne wojskom alianckim na froncie zachodnim.

## Powojenne użycie
Wieża startowa dla rakiet Skylark w Woomera została zbudowana z elementów mostu Bailey. W latach bezpośrednio po drugiej wojnie światowej Komisja ds. Energii Wodnej i Elektrycznej w Ontario zakupiła ogromne ilości nadwyżek wojennych elementów mostu Baileya od kanadyjskiej firmy War Assets Corporation. Komisja zastosowała pomosty w budynku biurowym. W projekcie hydroelektrycznym wykorzystano ponad 200 000 ton mostów. Po huraganie Hazel w 1954 roku, część mostów została użyta do budowy mostów zastępczych w rejonie Toronto. Most Old Finch Avenue Bailey, zbudowany przez 2. Pułk Inżynierów Polowych, jest ostatnim wciąż w użyciu.
Najdłuższy most Baileya został oddany do użytku w październiku 1975 roku. Ten 788-metrowy dwupasmowy most przecinał rzekę Derwent w Hobart w Australii. Most Baileya był używany do czasu zakończenia odbudowy mostu Tasman Bridge w dniu 8 października 1977 roku.
Mosty Baileya są w powszechnym użyciu na całym świecie, zwłaszcza jako środek do pokonywania mostów w odległych regionach. W 2018 roku armia indyjska postawiła trzy nowe kładki na Elphinstone Road, podmiejskiej stacji kolejowej w Mumbaju oraz na Currey Road i Ambivli. Zostały one wzniesione szybko, w odpowiedzi na panikę kilka miesięcy wcześniej, w wyniku której zginęły 23 osoby.

## Mosty Baileya na terenie Polski
- Od lat 80. XX wieku most Baileya przerzucony jest nad rzeką Bystrzycą na wysokości miejscowości Małkowice na Dolnym Śląsku[10].
- W Kosewku nad Wkrą
- W Izabelinie w gminie Nieporęt nad rzeką Czarną w ciągu ulic Wrzosowej i Granicznej
- W Stanisławowie Pierwszym w gminie Nieporęt nad rzeką Czarną w ciągu ul. Granicznej
- Most im. gen. Tadeusza Kutrzeby nad Bzurą w Witkowicach
- Most przez fosę do Bramy Lubelskiej Cytadeli Twierdzy Dęblin